# Stauropus concolor
Stauropus concolor är en fjärilsart som beskrevs av Barend J. Lempke 1964. Stauropus concolor ingår i släktet Stauropus och familjen tandspinnare. Inga underarter finns listade i Catalogue of Life.